# Nekkerspoel

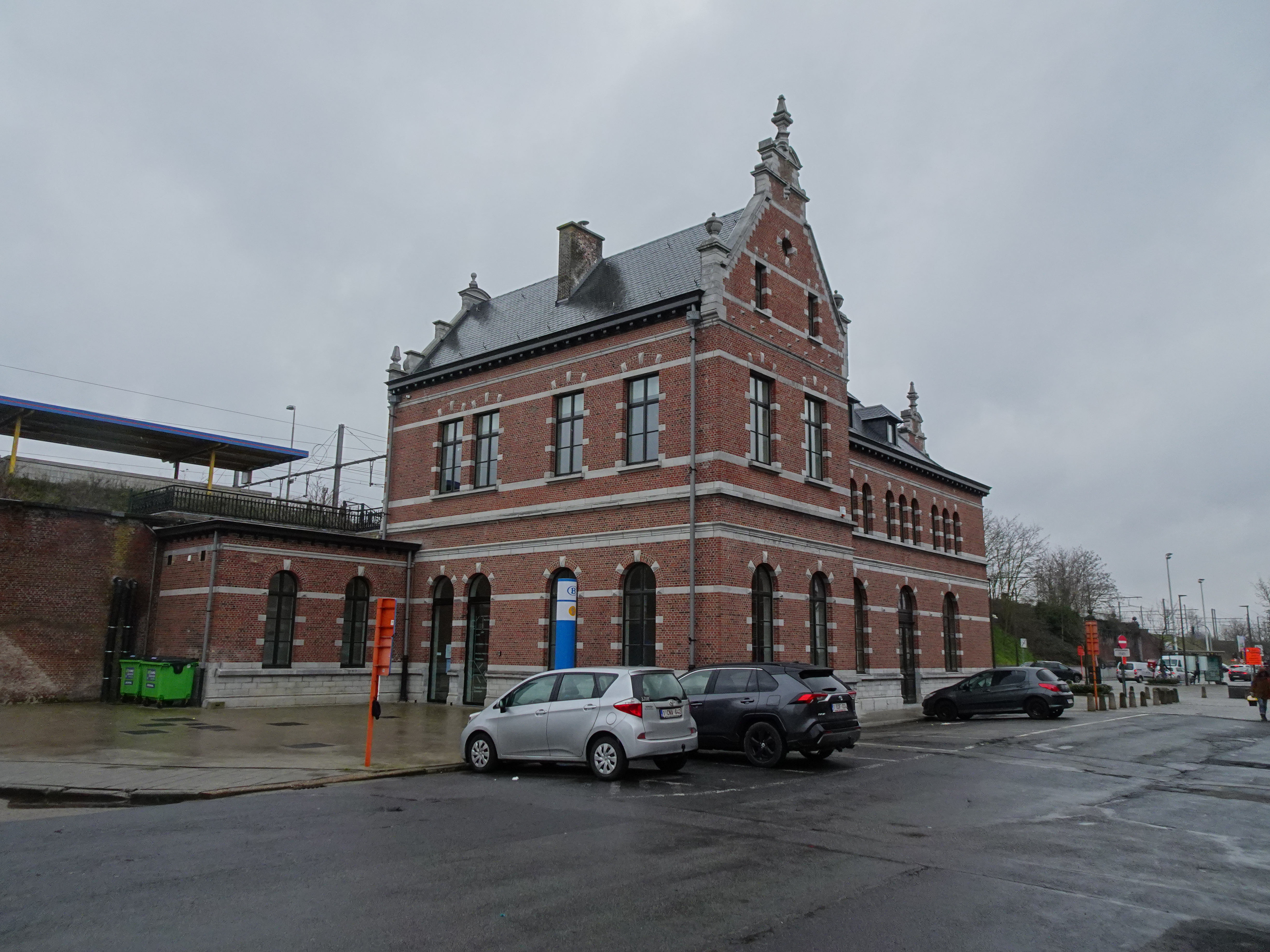
Het stationsgebouw Mechelen-Nekkerspoel

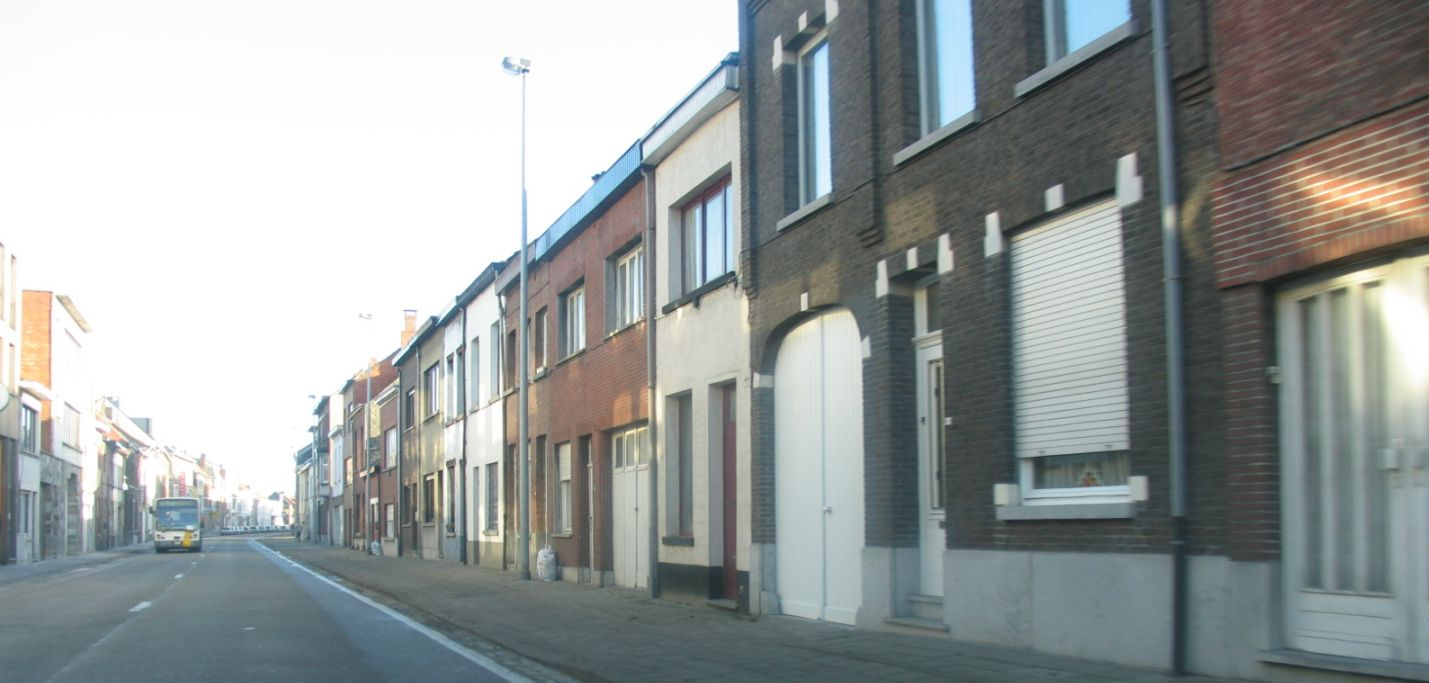
Nekkerspoelstraat richting Putte

Nekkerspoel is een eeuwenoude buitenwijk ten oosten van de binnenstad van Mechelen.

## Naam
De naam Nekkerspoel kan afstammen van de Nekker, een waterduivel uit allerlei sagen. In Nekkerspoel zouden veel waterduivels hebben gezeten, verdreven door Sint-Rombout. Maar waarschijnlijk is de naam Nekkerspoel afgeleid van de familienaam De Neckere of Neckers. In de wijk lagen kunstmatige poelen, die waren aangelegd om over een watervoorraad te beschikken in geval van een stadsbrand.

## Geschiedenis
In 1254 stichtten de karmelieten een klooster in Nekkerspoel. Nekkerspoel werd het belangrijkste gehucht van Mechelen in de Middeleeuwen met in de 13e eeuw enkele duizenden inwoners. Er woonden vroeger zowel ambachtslieden, zoals wevers, huidvetters en volders, (tegen de stad aan) als landbouwers (verder van de stad weg). Straatnamen als Lakenmakersstraat, Voldersstraat en Kalverenstraat herinneren aan deze drukke bezigheden. Het beroep van mestraper werd er eveneens op uitgebreide schaal uitgeoefend. Deze tussenpersonen verzamelden de mest in de Mechelse binnenstad en verkochten deze door aan de landbouwers uit de omliggende plattelandsgemeenten zoals Sint-Katelijne-Waver. In 1255 werd Nekkerspoel een aparte parochie en de driebeukige, gotische Heilige Geestkerk werd gebouwd.
In de 14e eeuw ging de lakennijverheid door een crisis en de inwoners van Nekkerspoel kwamen in 1396 in opstand. Deze opstand werd hard neergeslagen. In de 16e eeuw telde het gehucht nog maar enkele honderden huizen. De protestantse opstandelingen staken in 1578 de Heilige Geestkerk in brand om te verhinderen dat de Spanjaarden deze als steunpunt tegen de stad zouden gebruiken.
Na deze roerige tijden werd de parochie van Nekkerspoel opgeheven en bij Bonheiden gevoegd. Er werd wel een woonhuis omgebouwd tot kapel. Deze Nekkerspoelkapel werd in 1797 door de Fransen gesloten en later verkocht. In de Oostenrijkse tijd werd de Nekkerspoelstraat voorzien van kasseien.
Door de industriële revolutie groeide de bevolking van Nekkerspoel sterk. In 1885 werd Nekkerspoel opnieuw een parochie en werd de neogotische Sint-Libertuskerk gebouwd.
In 1904 werd er op Nekkerspoel een kanaal, de Afleidingsdijle, gegraven om het overtollige water van de Dijle rond de stad te leiden. Bij de graafwerken stootte men op een diepte van 5 m op een nederzetting uit de ijzertijd (500-200 voor Christus). Men vond er een eiken prauw van 8,40 m lang.
Mechelen stond gekend als meubelstad in en rond de jaren 1960, met onder meer Meubelen Nova, Artenova en Senam als meubelwinkels in Nekkerspoel.

## Bereikbaarheid
Het station Mechelen-Nekkerspoel, aan het begin van de wijk, ligt langs spoorlijn 25 tussen Antwerpen en Brussel. Vanaf hier is het centrum van Mechelen te bereiken via de Nekkerspoelbrug.

## Aantrekkingspolen
De Nekkerhal is een grote multifunctionele hal van 18.500 m² voor sportevenementen (zoals de jaarlijkse internationale jumping), beurzen, en dergelijke. Het Speelgoedmuseum van Mechelen dat het grootste ter wereld is, is eveneens gelegen op Nekkerspoel.

## Trivia
- Het busstation van Eindhoven heet ook Neckerspoel.